# 城崎温泉夏物語
城崎温泉夏物語（きのさきおんせんなつものがたり）は兵庫県豊岡市の城崎温泉で例年7月第4土曜日から8月下旬にかけて開催される夏祭り、花火大会。

## 概要
外湯めぐりで知られる城崎温泉街を舞台として、例年7月第4土曜日から約一ヶ月にわたって開催される夏祭りである。期間中は四所神社境内に設けられた夢広場において縁日、城崎泉隊オンセンジャーショー、パフォーマンスショー、紙芝居など様々な催しが実施される。毎週火曜日と木曜日の21時からは「夢花火」として花火が打ち上げられ、例年8月4日には「城崎温泉ふるさと祭り花火大会」が開催される。
2011年は、期間中の平日毎晩（月曜～金曜）花火が上がります。

## 主なイベント
- 日曜日 - 夢広場で城崎泉隊オンセンジャーショー
- 火曜日・木曜日 - 「夢花火」として花火の打ち上げ
- 月曜日・火曜日・木曜日・金曜日・土曜日 - 夢広場で縁日
- 水曜日 - 城崎温泉湯けむり太鼓（花火大会が開催される4日を除く）
- 最終日 - 大谿川の一の湯周辺において城崎灯篭流し
- 8月4日 - 城崎温泉ふるさと祭り花火大会
- 8月14日～16日 - 盆踊り

- 2011年は、期間中の平日毎晩（月曜～金曜）「夢花火」として花火の打ち上げ

## 開催場所
- 兵庫県豊岡市城崎町（城崎温泉街）